# Ненецкое имя
Не́нецкое и́мя — имена, которые были и есть в обиходе среди ненцев, дошедшие до сегодняшнего дня. В настоящее время среди ненцев Ямала и Таймыра широко распространены национальные имена. В Ненецком автономном округе ненцы носят русские имена.

## Традиция
У ненцев довольно широко распространены национальные собственные имена, например, мужские имена Вавля, Вадё, Ервко, Ёнко, Йико, Илко, Мюсена, Мяци, Нойко, Някоця, Натена, Панико, Папако, Сатако, Сэвтя, Сэрако, Хадко, Хасавато, Ябко и др.; женские собственные имена: Ватане, Еване, Едэйне, Еля, Маяне, Недко, Неко, Папаконе, Пуйне, Саване, Сатане, Сывне, Сэраконе, Хадне, Хойне, Ябтане, Яляне, Яруне и др.

## Подробности
По своей численности ненцы занимают первое место среди народов Крайнего Севера: 41 тыс. человек. Свыше 80 % из них считают родным ненецкий язык, принадлежащий к самодийской группе уральских языков.
Расселены ненцы на весьма обширной территории — от восточного побережья Белого моря на западе до нижнего течения реки Енисей на востоке, от побережья Северного Ледовитого океана на севере до границы лесов на юге. По реке Пур и некоторым притокам Оби ненецкие стойбища вклиниваются в таёжную зону.
Значительная территория расселения, более или менее тесные связи с соседними народами, несколько иные исторические условия развития в разных районах привели к тому, что в ненецком языке сложились довольно отчётливо различия между западными и восточными говорами (граница между зонами распространения этих групп говоров условно проходит по Уральскому хребту).
Антропонимия у ненцев даёт довольно сложную картину. Наиболее полно и прочно первичная антропонимическая система сохраняется на п-овах Ямал и Таймыр. В западных районах расселения ненцев (в особенности на Канинском п-ове и в Тиманской тундре) она претерпела изменения.
У ненцев довольно широко распространены национальные собственные имена, например, мужские имена: Вавля, Вадё, Ервко, Ёнко, Йико, Илко, Мюсена, Мяци, Нойко, Някоця, Натена, Панико, Папако, Сатако, Сэвтя, Сэрако, Хадко, Хасавато, Ябко и др.;
женские собственные имена: Ватане, Еване, Едэйне, Еля, Маяне, Недко, Неко, Папаконе, Пуйне, Саване, Сатане, Сывне, Сэраконе, Хадне, Ябтане, Яляне и др.
Имя новорождённому обычно даётся уважаемым, почитаемым в семье человеком: бабушкой, тёткой, повивальной бабкой. Могут одновременно даваться два имени: открытое (для более широкого пользования) и запретное.
Наречение имени осуществляется обычно после того, как у ребёнка отпадает пуповина. В чуме на чаепитие собираются женщины и как бы вводят в обиход наименование новорождённого. Перед этим мать и ребёнок проходят обряд «очищения».
При выборе имени учитываются отличительные черты наружности и поведения ребенка, сопутствующие его появлению на свет, обстоятельства семейной жизни, место и время его рождения, особенности погоды, пожелания в связи с рождением и т. п.
Могут быть и различные другие обоснования для выбора имени. Так, трёхлетний малыш, не умея ещё завязать пояс на малице (сакральное умение и действие в понятии ненцев), совал свой поясок в руки взрослым, говоря: Сярати («Завяжи вот»). Мальчика так и называли Сярати.
Имена чаще всего представляют собой апеллятивы: объяснение их происхождение, как правило, не вызывает затруднений, например, имя Мюсена — «кочующий» — свидетельствует о том, что мальчик родился во время перекочевок.
- Натена — «ожидаемый» (в семье с нетерпением ждали рождения сына),
- Сэвтя — «зоркий»,
- Саваня — «хороший товарищ»,
- Ясавэй — «знаток местности»,
- Еване — «сирота» (девочка родилась после смерти отца),
- Едэйне — «новая женщина»,
- Еля — «на появление которой надеялись»,
- Маяне букв. «мучение-женщина» (у матери девочки были очень тяжелые роды),
- Саване — «хорошая женщина»,
- Сывне — букв. «зима-женщина» (девочка родилась в зимнее время),
- Хадне — букв. «пурга-женщина» (рождение девочки совпало с сильной вьюгой),
- Яляне — «свет-женщина» (рождение дочери в семье сравнивали с лучом солнца).

Для наименования самого младшего ребёнка в семье употребляются следующие имена:
- Ебцота — «имеющий в своём распоряжении люльку» (Люлька досталась ему от старших братьев-сестёр, и после него люлька никому больше не понадобится),
- Сюнз — «последыш» (букв. «пуповина»),
- Ябцо — «хвост», «задний конец» (то есть замыкающий старших братьев и сестер),
- Ноляко — «самый маленький» и др.

Лишь отдельные личные имена не связаны со словами живого разговорного языка, например: Вэна, Енгсу, Мабя, Момдё, Сумси, Нынэля, Ябан и др.
Обычай присваивать имена в честь уважаемого и чтимого предка нередко преследуют своеобразные воспитательные цели: ребенку как бы даётся образец человека, которому следует подражать в делах и поступках.
Так, назвав мальчика именем Вавля — «ляжет на постель умершего», его обязали занять в жизни место покойного деда. Здесь усматривается мечта о сильном человеке, хорошем хозяине, главе семьи.
Бабушка девочки по имени Еля знатно умела шить; девочке с раннего возраста рассказывали о мастерстве бабушки, именем которой её назвали. Неудивительно, что девочка с детских лет старалась подражать бабушке, овладеть её искусством.
Иногда (например, в случае болезни) имя предка присваивалось шаманом (по представлениям ненцев, дух предка требует, чтобы новорождённого назвали в честь покойного). Таким образом, имеется некоторая преемственность имён в той или иной семье.
Мужские и женские имена у ненцев отчетливо различаются между собой не только по семантике слова, от которого они образованы, например: Вэсако — «старик»,
- Ирико — «дедушка»,
- Хасавако — «мужчина»,
- Неко — «женщина»,
- Пухуця — «старуха», Хадако — «бабушка» и др.

Есть в ненецком языке определенные морфолого-синтаксические имяобразующие средства: ср., например, мужские имена Ебцота, Папако, Пэдава, Сата, Яля, Ябта и женские Ебцотане, Папане, Пэдаване, Сатане, Яляне, Ябтане.
Данное при рождении имя обычно сохраняется за человеком на всю жизнь, переходя со временем, после наступления половой зрелости, в запретное. Отмечались лишь отдельные случаи замены имени в случае тяжёлой длительной болезни или постоянных жизненных неудач.
По обычаям ненцев, называть взрослого человека по имени запрещалось. При обращении использовали термины родства: старший брат, старшая сестра, отец, мать такого-то или такой-то и др. В настоящее время этот запрет на собственные имена воспринимается как знак уважения: называть по имени человека, который старше по возрасту, невежливо.
Очень удобной считается замена запретного собственного имени именем, заимствованным из русского языка. Так, почти всех женщин в восточных районах расселения ненцев называют Марья, Дарья, Анна.
При официальной переписи мужчины гораздо чаще, чем женщины, называют своё имя.
От собственных имён людей широко образуются производные формы: уменьшительная, ласкательная, уничижительная, например: Сэр’не — Сэр’неко (уменьшительная форма), Сэр’некоця (уменьшительно-ласкательная), Сэр’не’я (пренебрежительная). У ряда собственных имён уменьшительные или ласкательные суффиксы срослись с основой: Ейко, Илко, Сэракоця и др.
В районах западнее Уральского хребта ненцы уже с первой четверти XIX в. подверглись интенсивной христианизации. Вначале имена, данные при крещении, бытовали параллельно с ненецкими собственными именами, употребляясь преимущественно при общении с русскими. Однако по мере всё большего сближения ненцев с русскими — старожилами Севера — русские собственные имена усваивались и постепенно вытесняли ненецкие.
В настоящее время у этих групп ненцев национальные собственные имена сохраняются лишь в повседневно-бытовом общении, притом довольно ограниченно. Во всех же официальных сферах жизни пользуются русскими именами. Молодёжь в этих районах, как правило, носит имена, воспринятые из русского именника.
В семейном обиходе русские собственные имена подвергаются переработке в соответствии с фонетическими нормами ненецкого языка. К ним добавляются ненецкие суффиксы (уменьшительный, ласкательный и др.), например: Варук, Варка (рус. Варвара), Игней (рус. Игнат), Кока (рус. Николай), Матрё (рус. Матрёна), Нолей, Нолейко (рус. Алексей), Пара, Парако (рус. Прасковья), Оси (рус. Осип), Петрако, Путрук (рус. Петр), Саля, Саляко, Сандра (рус. Александра), Селя, Тепас (рус. Степанида) и др.
При передаче на русский язык ненецких собственных имён следует учитывать некоторые особенности звукового состава языка ненцев: звук Э’ (С’эрако), наличие долготы и краткости гласных (Сäваня, Пуйко), неназализированный гортанный смачный (*) (Не*не), заднеязычный Н (н,) (Н,атена). Некоторые из фонетических особенностей собственных имён связаны с диалектными различиями.
За годы советской власти круг заимствованных от русских собственных имён значительно расширился. Появились у ненцев такие имена, как Зоя, Майя, Нина, Октябрина, Светлана и др. Этот процесс коснулся и жителей восточных районов. Особенно широко заменяются ненецкие имена заимствованными от русских в школах (Еля — Елена и др.). Однако наблюдается и обратная тенденция. В последние годы среди части молодёжи п-ова Ямал отмечается стремление ввести в официальную жизнь свои национальные имена.
Наряду с собственными именами, иногда даже вытесняя их, существуют прозвища. Даются они уже взрослому человеку и характеризуют особенности его внешности, поведения, черты характера и т. п., например: Пянэ «деревянная нога», Сэвси «слепой», Хаси «глухой».
Помимо национальных имён (преимущественно в районах восточнее Уральского хребта) употребляются и национальные отчества, образованные «по русскому образцу». Бывшие ненецкие родовые названия воспринимаются теперь в качестве фамилий.
При этом возможны такие варианты:
- ненецкое имя + ненецкое отчество + ненецкая фамилия (Папаля Ехэравич [по-русски — Иван Егорович] Вануйта) ,

- ненецкое имя + русское отчество + ненецкая фамилия (Сэр’не Павловна Ладукей),
- русское имя + национальное отчество + ненецкая фамилия (Николай Пилютович Вара),

- русское имя + русское отчество + ненецкая фамилия (Евгения Григорьевна Тайбарей [ненецкое родовое название Тайбари]).

В ряде случаев ненецкие фамилии следует рассматривать как кальку с бывших родовых названий, например, Комаров — от родового названия Ненянг («комар»), Бобриков — от родового названия Лидянг («бобр»); или как его русскую огласовку, например, Ледков — от Лёдер («низкое место»).
В последние годы[какие?] отчества и фамилии используются во всех областях официальной жизни и в документах; в домашней обстановке они не употребляются.